# Haigh Point
Haigh Point är en udde i Antarktis. Den ligger i Västantarktis. Argentina, Chile och Storbritannien gör anspråk på området.
Terrängen inåt land är kuperad norrut, men åt sydost är den bergig. Havet är nära Haigh Point åt nordväst. Trakten är glest befolkad. Närmaste befolkade plats är Gonzalez Videla Station, 15,6 kilometer nordost om Haigh Point. 